# Parc de la Victoire (Riga)
Pour les articles homonymes, voir Parc de la Victoire.
Le Parc de la Victoire (en letton : Uzvaras parks) est un parc de Riga, capitale de la Lettonie. 
Il se trouve sur la rive gauche du fleuve Daugava, le long du boulevard Aleksandra Grīna bulvāris dans le voisinage d'Āgenskalns. 
Il a une une surface de 36,7 hectares.

## Histoire
Le parc, initialement dénommé Parc Petrovski (en letton : Pētera parks ; en russe : Петровский парк) a été dessiné en style paysager en 1909, à la veille de la célébration à grande échelle du bicentenaire de l'annexion de Riga à l'Empire russe. En effet, le 4 juillet 1710, les troupes du maréchal russe Borís Petróvich Cheremetiev, après huit mois de siège, ont pris Riga, capitale du territoire suédois de Livonie. La cérémonie officielle d'inauguration du parc a eu lieu en 1910 en présence du Tsar Nicolas II et du maire de Riga George Armitstead.
En 1923, le parc a été rebaptisé Parc de la Victoire en honneur à la victoire en 1919 contre l'Armée de Volontaires de la Russie Occidentale sous le commandement du colonel Pavel Bermondt-Avalov pendant la guerre d'indépendance de la Lettonie.
Avant la Seconde Guerre mondiale, a eu lieu une reconstruction du parc avec l'objectif de créer un nouveau centre de loisir socialement significatif pour la population de la capitale lettone. Pendant l'occupation soviétique, la Mairie de Riga a décidé de renommer le parc en l'honneur au XXIIe Congrès du Parti Communiste de l'URSS, célébré en 1961. En 1985, a été inauguré le Monument aux Libérateurs de Riga et de la Lettonie, et le parc a à nouveau été renommé Parc de la Victoire,.
En 1991, la Lettonie a obtenu son indépendance juste avant la dislocation de l'Union Soviétique. En 2022, en raison de l'invasion russe de l'Ukraine, les relations entre la Lettonie et la Russie se sont détériorées. En mai 2022, la démolition du monument est décidée. Elle a eu lieu le 25 août 2022.

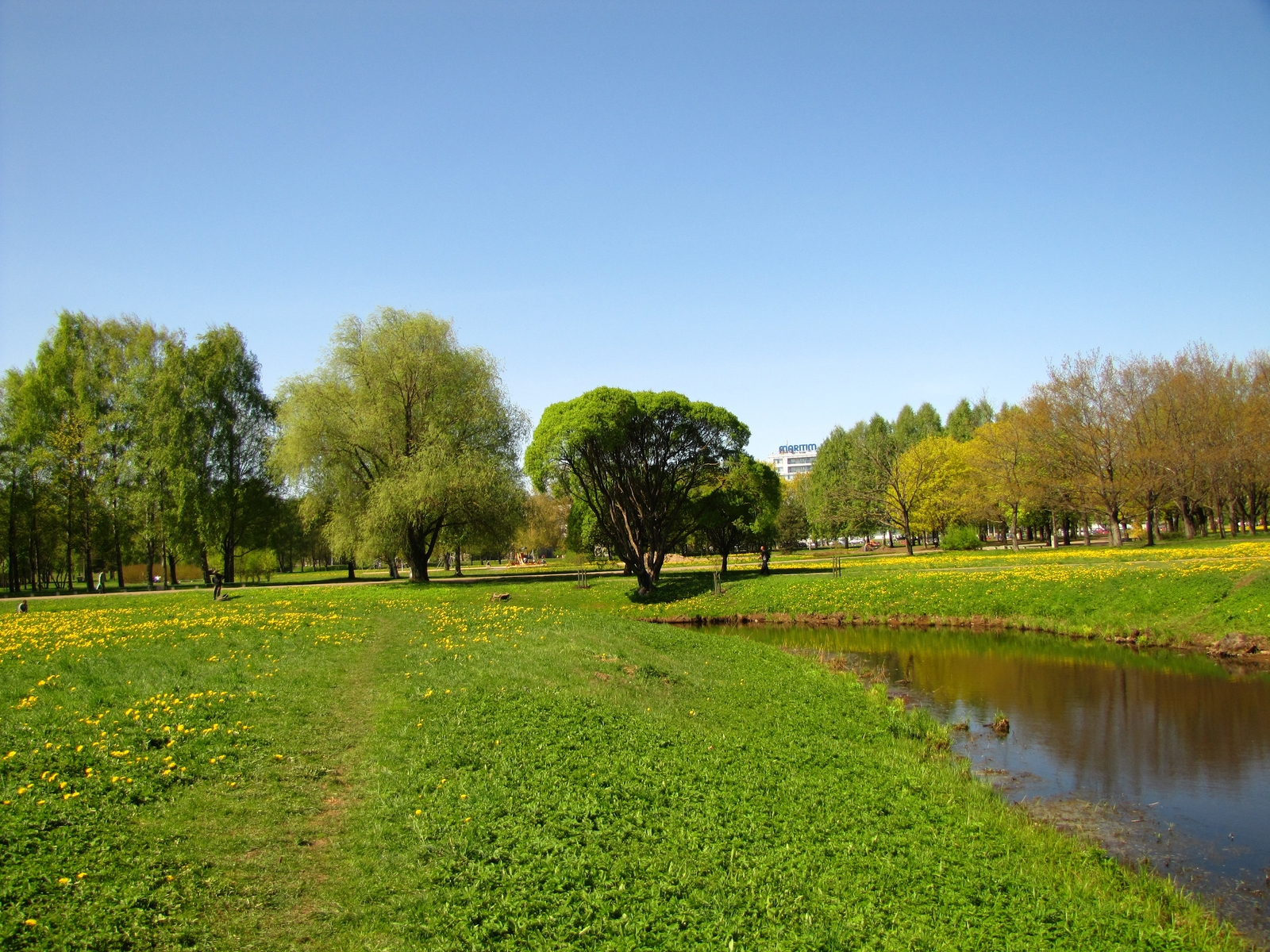
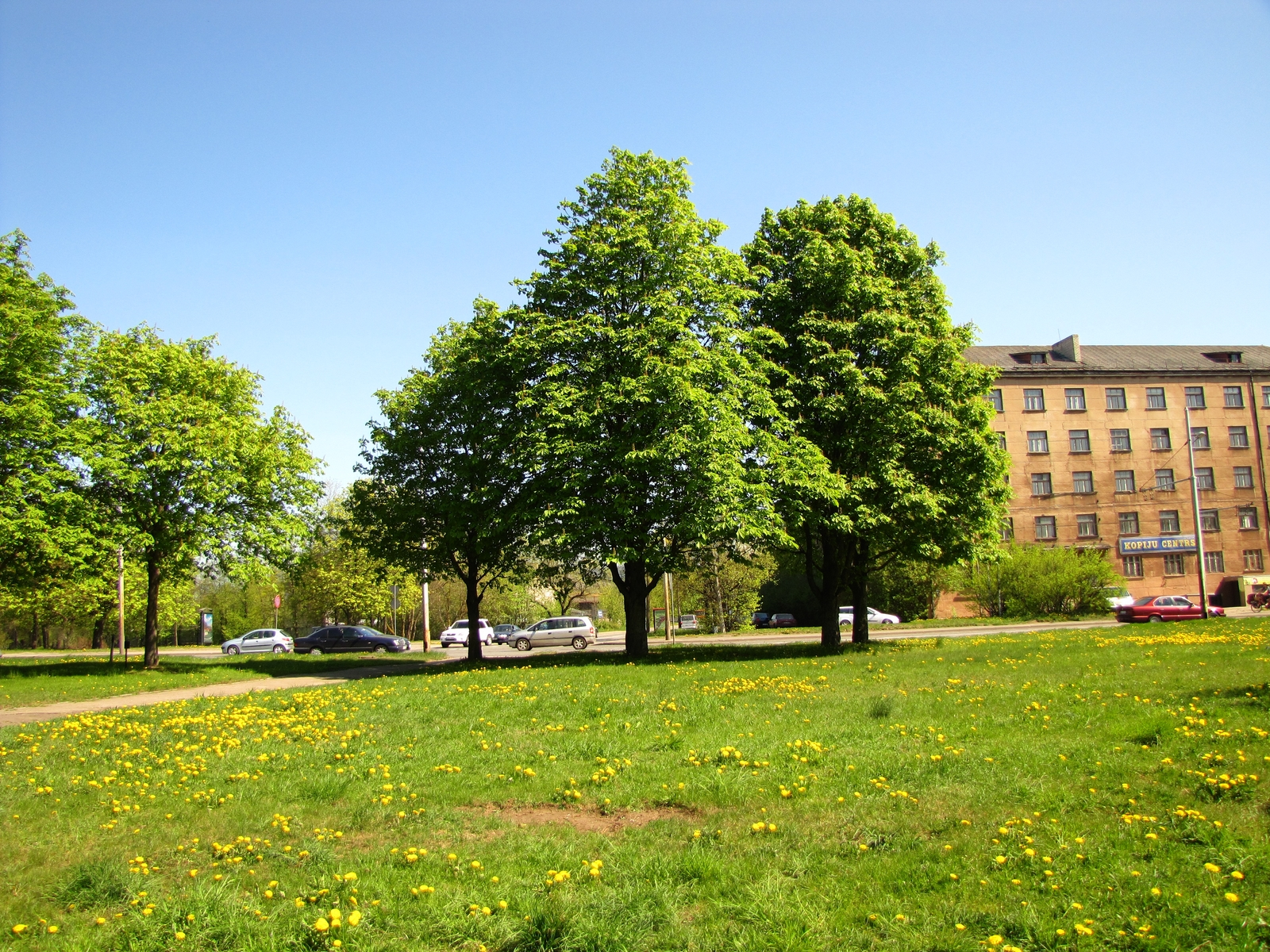
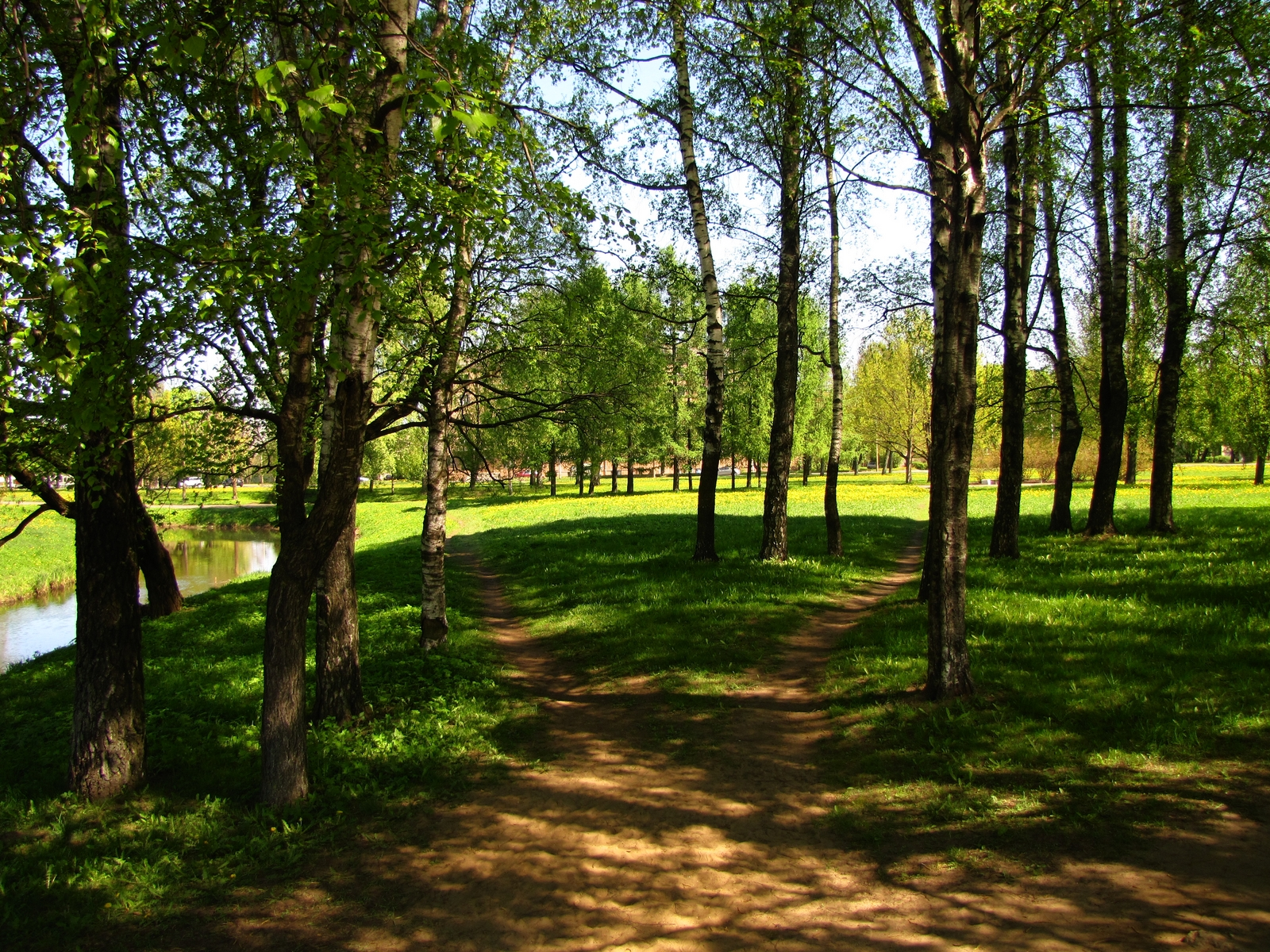